# Alaa Abd el-Fattah
Alaa Ahmed Seif Abd-el Fattah (àrab: علاء أحمد سيف الإسلام عبد الفتاح, ʿAlāʾ Aḥmad Sayf al-Islām ʿAbd al-Fattāḥ; AFI: [ʕæˈlæːʔ ˈæħmæd ˈseːf ʕæbdelfatˈtæːħ]; el Caire, 18 de novembre de 1981) és un bloguer, programador i activista polític egipci. Es va convertir en personatge públic l'any 2011, per participar activament en l'aixecament popular que va portar a les primeres eleccions presidencials democràtiques a Egipte. Posteriorment, el 2013, el van detenir els militars colpistes encapçalats per l'actual president, Abdelfattah al-Sisi. Des de llavors, ha passat la major part del temps entre reixes.
Va ser empresonat a Egipte per organitzar una protesta política sense demanar autorització, tot i que va ser alliberat sota fiança el 23 de març de 2014. El 15 de setembre de 2014 va ser arrestat de nou i es va ordenar la seva llibertat sota fiança, posteriorment va ser condemnat a un mes de presó in absentia. Més endavant, va ser condemnat a cinc anys el febrer de 2015 i posat en llibertat al març de 2019. Això no obstant, Abd El-Fattah va romandre subjecte a un període de llibertat condicional de cinc anys, que l'obligava a romandre en una comissaria de policia durant 12 hores diàries, des del vespre fins al matí. El 29 de setembre, durant les protestes a Egipte de 2019, Abd El-Fattah va ser arrestat per l'Agència de Seguretat Nacional i portat a la Fiscalia de Seguretat de l'Estat amb càrrecs desconeguts. Posteriorment, va ser condemnat per «difusió de notícies falses» i empresonat durant cinc anys. L'abril de 2022 va iniciar una vaga de fam.

## Biografia
Abd el-Fattah va néixer en una família de reconeguts activistes egipcis. El seu pare, Ahmed Seif el-Islam Hamad, un advocat de drets humans que havia estat detingut el 1983 per agents del Servei d'Investigacions de Seguretat de l'Estat i torturat i empresonat durant cinc anys, és un dels fundadors del Centre Jurídic Hisham Mubarak. La seva mare, Laila Soueif, germana de la novel·lista Ahdaf Soueif, és professora de matemàtiques a la Universitat del Caire. L'activisme polític dels seus pares va començar a l'època d'Anwar el-Sadat. Durant una manifestació el 2005, la seva mare i altres dones van ser atacades per partidaris del president Hosni Mubàrak. Una de les seves germanes és Mona Seif, membre fundadora de No Military Trials for Civilians, una organització que investiga les denúncies de tortura contra la policia militar. La seva altra germana, Sanaa Seif, és una activista i muntadora de cinema que va cofundar un diari sobre la primavera àrab anomenat Gornal.
Abd el-Fattah va cofundar amb la seva esposa Manal Bahey el-Din Hassan els agregadors de blogs Manalaa i Omraneya, els primers àrabs que no restringien la inclusió en funció del contingut del blog. L'any 2005, Manalaa va guanyar el premi de Reporters Sense Fronteres al concurs Best of Blogs de Deutsche Welle per donar suport a iniciatives que promouen el periodisme ciutadà a les xarxes socials.
Abd el-Fattah ha estat interrogat i detingut en diverses ocasions. El 26 de març de 2013, va ser arrestat per incitar a l'agressió durant una protesta davant la seu dels Germans Musulmans, tot i que després va ser absolt de tots els càrrecs. Dos dies després, el 28 de març de 2013, va ser arrestat i acusat d'haver incendiat la seu de campanya de l'antic candidat presidencial Ahmed Shafik el 28 de maig de 2012 i va rebre una pena d'un any de presó suspesa. El 28 de novembre de 2013, va ser arrestat per manifestació, incitació a la violència, resistència a l'autoritat i violació de la Llei anti-protesta després d'una manifestació contra els judicis militars de civils davant davant de l'edifici del Consell de Shura dos dies abans. Va ser alliberat inicialment el 23 de març de 2014, després de 115 dies de detenció. El juny de 2014 va ser condemnat in absentia a 15 anys de presó i detingut de nou a l'espera d'un nou judici, temps durant el qual va iniciar una vaga de fam. En el seu rejudici el 15 de setembre de 2014, va ser posat en llibertat sota fiança.
Durant la seva detenció de dos mesos el 2011, va néixer el seu fill Khaled i durant la seva detenció de tres mesos el 2014, va morir el seu pare Ahmed Seif el-Islam Hamad.

### Revolució egípcia de 2011
Segons el diari egipci al-Ahram Weekly, el nom d'Abd el-Fattah «és en molts aspectes sinònim de la revolució egípcia de 2011». Abd el-Fattah va participar en gairebé totes les manifestacions després de l'inici de la revolució. No era a Egipte el 25 de gener de 2011, quan van començar les protestes contra el règim i quan el govern egipci va tancar internet al país. No obstant això, va poder recollir informació de familiars i amistats mitjançant telèfons fixes i va publicar els esdeveniments al món exterior ocorreguts a Egipte durant els primers dies de la revolució. Pocs dies després va tornar a Egipte i el 2 de febrer ja es trobava a la plaça Tahrir, l'epicentre de les protestes. Mentre s'hi manifestava, va participar en la defensa de la plaça dels atacs de les forces de seguretat i dels esvalotadors pro-règim, un esdeveniment conegut a Egipte com la «batalla dels camells»
Abd el-Fattah va continuar la seva participació en la revolució egípcia, fins que el president Mubàrak va renunciar a la presidència. Posteriorment es va establir a Egipte, on va mantenir la seva participació en les manifestacions contra la manera de dirigir el país del Consell Suprem de les Forces Armades (SCAF) després de la caiguda de Mubàrak.
El 30 d'octubre, Abd el-Fattah va ser detingut acusat d'incitació a la violència contra els militars durant les manifestacions de Maspero del 9 d'octubre, durant les quals centenars de persones van resultar ferides i 27 van morir en el pitjor episodi de violència des que Mubàrak va deixar el càrrec. Abd el-Fattah es va negar a reconèixer la legitimitat dels seus interrogadors ni a respondre les seves preguntes. Va ser acusat d'haver incitat a la resistència a Maspero, d'agredir soldats i de danyar propietats militars. Igual que en el seu empresonament el 2006, la seva mare es va pronunciar suport seu i va iniciar una vaga de fam en oposició a la cort marcial el 6 de novembre. En la seva primera audiència, el pare d'Abd el-Fattah i advocat, Ahmed Seif el-Islam, va presentar al tribunal militar una sèrie de cintes de vídeo, una de les quals contenia imatges vehicles blindats atropellant manifestants i una altra de periodistes de la televisió estatal «incitant a la violència». També va acusar el cap de la policia militar de ser el responsable directe de la violència i va acusar l'SCAF d'obstrucció a la justícia per haver instaurat un toc de queda la nit de l'atac per «amagar totes les proves dels crims de l'exèrcit».
El portaveu de l'Alt Comissionat de les Nacions Unides per als Drets Humans va demanar l'alliberament d'Abd el-Fattah i de tots els empresonats per exercir la llibertat d'expressió, mentre que Amnistia Internacional va emetre una condemna del seu empresonament i va acusar l'SCAF de participar en els enfrontaments de Maspero. Com a reacció al seu empresonament, milers de persones van participar en manifestacions al Caire i Alexandria per a reclamar l'alliberament d'Abd el-Fattah. Mentre estava empresonat a la presó de Bab al-Khalq, va escriure una carta a altres activistes egipcis, afirmant que l'SCAF havia «segrestat» la revolució. També va comparar el seu empresonament amb el temps de presó que va complir el 2006, afirmant que «mai no m'esperava repetir l'experiència de fa cinc anys. Després d'una revolució que va deposar el tirà, torno a les seves presons».
Després de les protestes contra l'empresonament d'Abd el-Fattah, les autoritats militars van permetre que el seu cas fos gestionat per un tribunal civil en lloc d'un tribunal militar. El 25 de desembre de 2011, un jutge que representava el ministeri públic va ordenar l'alliberament d'Abd el-Fattah l'endemà, tot i que va romandre sota la prohibició de viatjar.
El novembre de 2013, Abd el-Fattah va ser detingut de nou per suposadament encoratjar una manifestació contra la nova constitució fora del Parlament egipci. Vint policies van assaltar la casa d'Abd el-Fattah, van trencar-ne la porta i van procedir a confiscar els ordinadors i els telèfons mòbils de la família. Quan Abd el-Fattah va demanar veure l'ordre de detenció, la policia els va agredir físicament a ell i a la seva esposa.
El setembre de 2014, va ser nominat per l'Esquerra Unitària Europea/Esquerra Verda Nòrdica per al Premi Sàkharov a la Llibertat de consciència, juntament amb el raper tunisià Weld El 15 i el raper marroquí L7a9d. El mes següent, la nominació va ser retirada després d'una polèmica arran d'alguns tuits del 2012 sobre l'Operació Columna de Núvol a Gaza, segons l'autor, trets de context.
El 23 de febrer de 2015, Abd El-Fattah va ser condemnat a cinc anys de presó. Va ser alliberat el 29 de març de 2019. El matí del 29 de setembre de 2019, durant les protestes egípcies de 2019 en què Abd el-Fattah no havia participat, la seva família va emetre un comunicat per a denunciar que havia estat segrestat després de sortir de la comissaria de Dokki. Des del seu alliberament el març de 2019, Abd el-Fattah havia estat obligat a seguir una llibertat condicional policial diària de 12 hores al dia a la comissaria de Dokki durant cinc anys. Més tard, el 29 de setembre, la seva germana, Mona Seif, va declarar que havia estat detingut per la Fiscalia de Seguretat de l'Estat i que la família desconeixia de què se l'acusava. Va ser torturat per un acte de benvinguda a la presó de Torà.
Alaa Abd el-Fattah va ser condemnat a cinc anys de presó per difondre «notícies falses que minen la seguretat nacional» el desembre de 2021, mentre que els advocats Mohamed el-Baqer i el bloguer Mohamed «Oxygen» Ibrahim van ser condemnats a quatre anys cadascun. Durant la seva detenció, a la presó de Torà, es va convertir en ciutadà britànic, a través de la seva mare britànica. El 2 d'abril de 2022, va iniciar una vaga de fam en protesta pel fet de ser mantingut en aïllament i negar-li l'accés als llibres i l'oportunitat de fer exercici. El 2021, es va publicar una antologia dels seus escrits, alguns d'ells trets de manera clandestina de la presó, traduïts a l'anglès, sota el títol You have not yet been defeated, amb un pròleg de Naomi Klein.
El 18 de maig de 2022, 10 diputats i 17 membres de la Cambra dels Lords van instar el govern del Regne Unit a prendre mesures per ajudar Alaa Abd el-Fattah. En una carta a la secretària d'Afers Exteriors, Liz Truss, van afirmar que l'activista estava retingut en condicions «inhumanes». L'ambaixada britànica també va sol·licitar visitar-lo, però les autoritats egípcies li ho van denegar.
El 14 de juny de 2022, almenys 25 famosos i pensadors polítics d'arreu del món van reclamar Liz Truss a ajudar a aconseguir l'alliberament d'Alaa Abd el-Fattah. Mark Ruffalo, Judi Dench, Stephen Fry i Carey Mulligan, entre d'altres persones conegudes, van escriure una carta instant al Regne Unit que condemnés la detenció prolongada de l'activista britànic-egipci a Egipte. A partir del 14 de juny la seva família temia que pogués morir després de setmanes resistint amb aigua i sals de rehidratació.
El 6 de novembre de 2022, quan Egipte va acollir la cimera de la COP27, Abd el-Fattah va deixar de beure aigua després de més de sis mesos en vaga de fam. La seva germana, Sanaa Seif, va manifestar que esperava que el primer ministre Rishi Sunak assegurés l'alliberament d'Abd el-Fattah durant la seva visita a Egipte amb motiu de la COP27. Seif també va parlar dels seus temors que les autoritats egípcies poguessin estar torturant-lo i alimentant-lo a la força a porta tancada, i va demanar una prova de vida del seu germà. El cap de drets humans de l'ONU, Volker Türk, també va demanar a Egipte que alliberés immediatament Abd el-Fattah, afirmant que la seva vida estava «en greu perill». El 10 de novembre, els funcionaris de la presó van comunicar a la família d'Abd el-Fattah que havia rebut «intervenció mèdica amb coneixement d'una autoritat judicial», fet que indicava que havia estat objecte d'una alimentació forçada o una rehidratació intravenosa.

## Obra publicada
- You have not yet been defeated.  Seven Stories Press, 2021. ISBN 9781644212455.